# Ánforas tirrenas

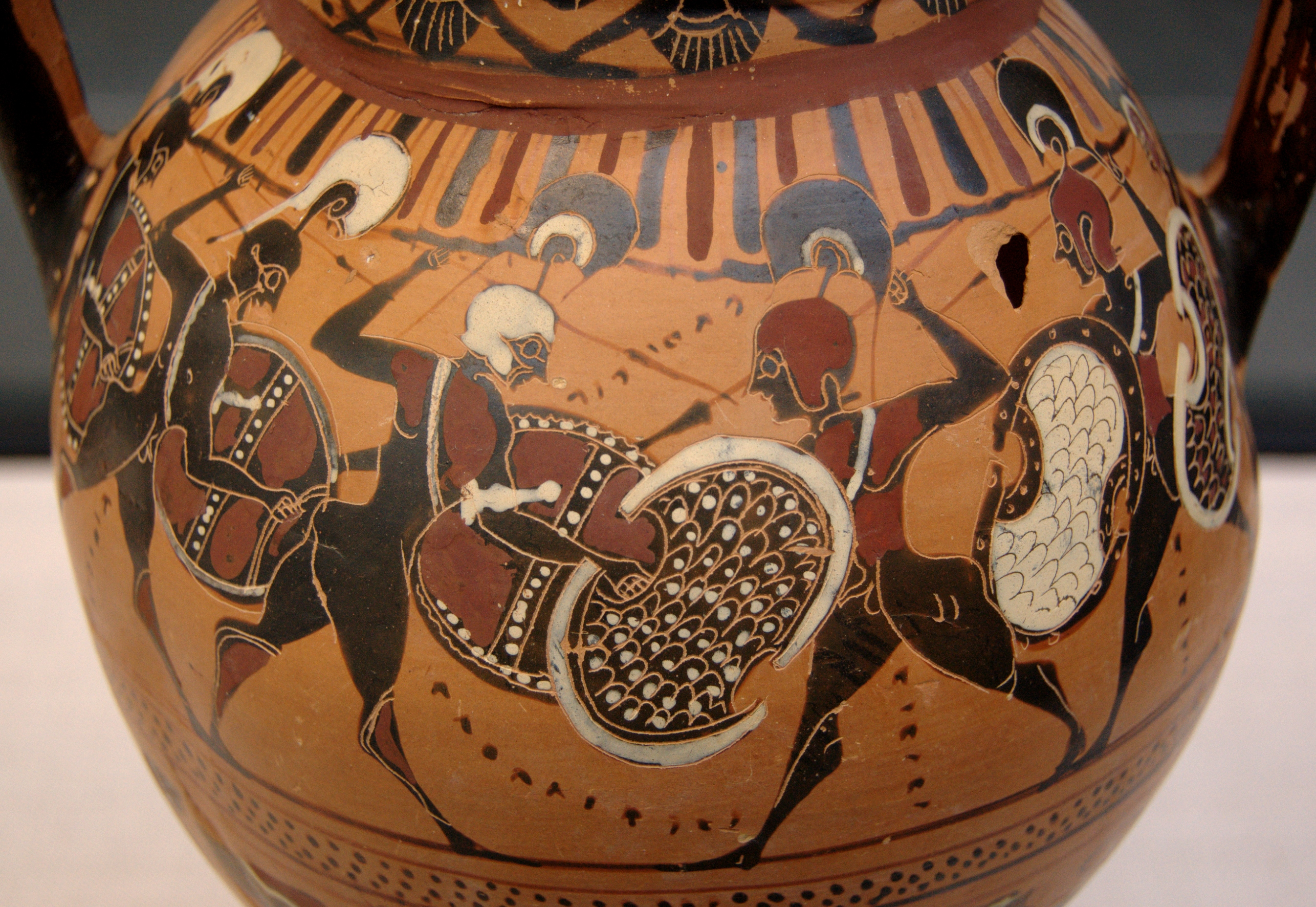
Ánfora tirrena del Pintor de gamos del Grupo tirreno. Múnich, Staatliche Antikensammlungen.

Las ánforas tirrenas son una forma específica de las ánforas de cuello de la cerámica ática de figuras negras. Solo se produjeron durante un corto período, alrededor del 565 al 550 a. C. Tienen forma ovoide y llevan decoraciones llamativas. El asa suele estar decorada con una cruz de palmeta de loto o con zarcillos vegetales. Siempre termina en una cresta pintada de rojo. El cuerpo del vaso está pintado con varios frisos. El más alto de ellos, en el hombro, suele ser especialmente notable. A menudo contiene escenas mitológicas, pero los primeros motivos eróticos en la pintura de vasos áticos también aparecen aquí. Los motivos únicos incluyen el sacrificio de Políxena. A menudo, las figuras se explican con inscripciones añadidas. Los otros frisos, normalmente de dos a tres, suelen estar decorados con animales. A veces, un friso es reemplazado por una banda vegetal.

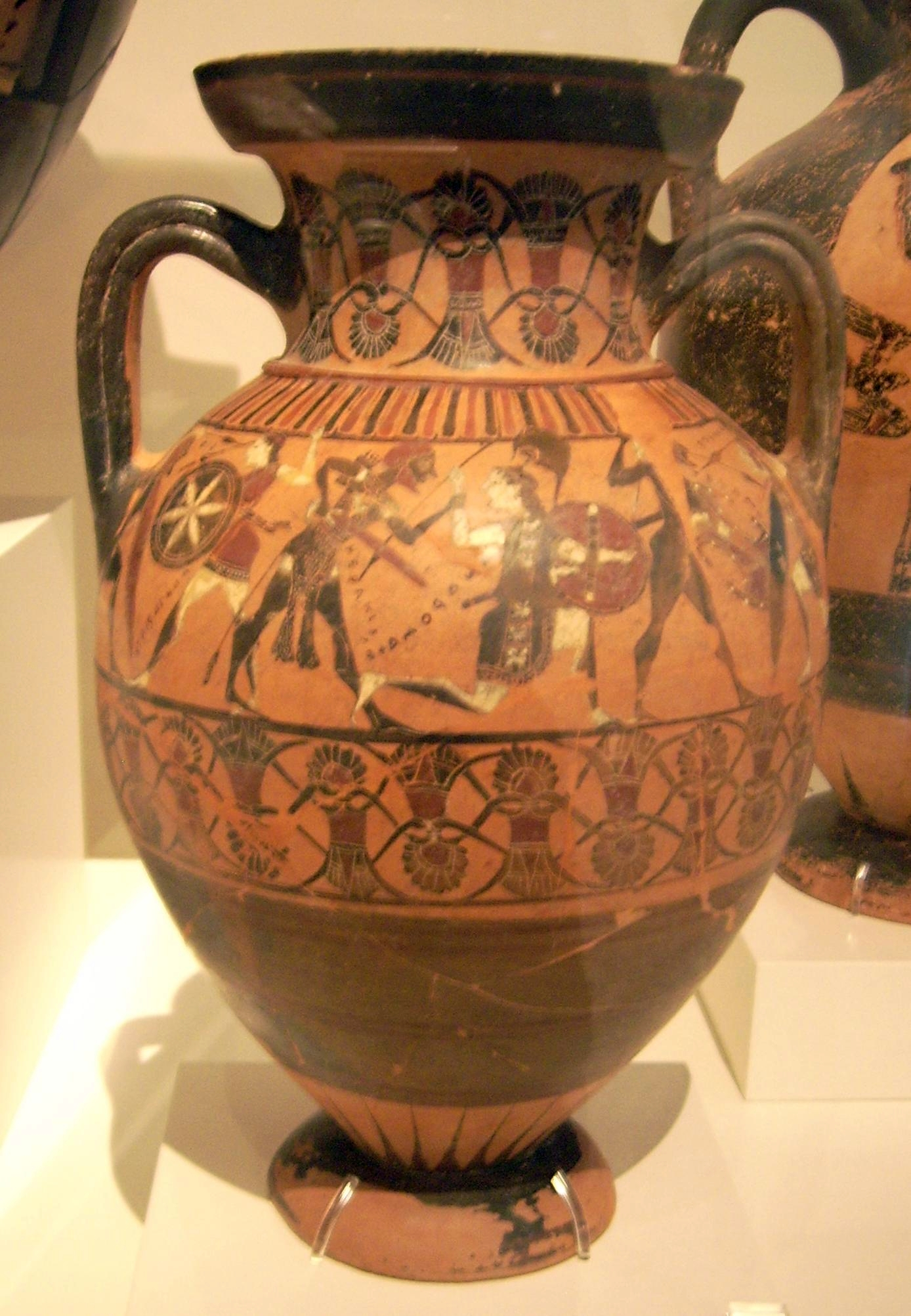
Ánfora tirrena del Pintor de Prometeo. Frente: Amazonas - Heracles combate a Andrómaca, Telamón lucha contra Anipe e Ifis (la esposa de Heracles) lucha contra Pantariste. Origen desconocido, circa del 550 a.C. Atenas: Museo Arqueológico Nacional.

Los frisos de animales y el uso del color se asemejan a la pintura de vasos corintios. Es probable que los pintores de vasos áticos copiaran ejemplos corintios, para mejorar el atractivo de sus productos en los mercados etruscos. Así, los productores atenienses entraron en competencia directa con el líder del mercado de entonces, Corinto, produciendo elementos populares en Etruria, como ánforas de cuello y decoración de colores. Corinto solo produjo unas pocas ánforas de cuello. Así, los atenienses aparentemente sirvieron deliberadamente a un nicho de mercado. Los propios etruscos también produjeron vasos similares. La gran mayoría de las casi 200 ánforas tirrenas que se conocen ahora fueron encontradas en Etruria. Los primeros artistas que pintaron estos jarrones incluyen al Pintor de Castellani y al Pintor Goltyr, y más tarde al Pintor de Prometeo y al Pintor Cilenio. El Grupo tirreno fue nombrado por este tipo de vaso. En su libro de 1983 On the Dating of the Tyrrhenian Group,, el arqueólogo británico Tom Carpenter sugirió, basándose en consideraciones iconográficas y epigráficas, que los vasos fueron producidos más tarde de lo que normalmente se supone, es decir, entre el 550 y el 530 a. C. Además, planteó la posibilidad de que se produjeran fuera de Atenas, tal vez en el norte de Ática o incluso fuera de Ática.